# Catherine Skinner
Pour les articles homonymes, voir Skinner.
Catherine Skinner est une tireuse sportive australienne née le 11 février 1990. Elle a remporté la médaille d'or en trap aux Jeux olympiques d'été de 2016 à Rio de Janeiro.